# マイケル・スコット (小説家)
マイケル・スコット（Michael Scott）は、アイルランドの作家。1959年にダブリンで生まれた。神話や民俗学に対する造詣が深く、ファンタジーを中心に幅広い作風で人気を集めている。アンナ・ディロン（Anna Dillon）のペンネームでも作品を発表している。
1983年にアイルランドの民話やおとぎ話を集めた作品でデビューした。
1991年に児童文学『The De Danann Tales』（日本語未訳）シリーズの第1作を発表した。
2007年に『ニコラ・フラメル・シリーズ』の第1作を発表した。

## 主な著書

### The Secrets of the Immortal Nicholas Flamel(不死者ニコラ・フラメルの秘密)
実在した伝説の錬金術師「ニコラ・フラメル」が現代に生きていたら。永遠の命の源である「アブラハムの書」を狙われているとしたら。現代を舞台としたファンタジー。
本編6巻に、外伝にあたるLost stories2巻が出版された。日本語には本編の全6巻が「アルケミストシリーズ」として理論社より刊行されている。
本編
- 錬金術師ニコラ・フラメル(原題The Alchemyst)
- 魔術師ニコロ・マキャベリ（原題The Magician）
- 呪術師ペレネル（原題The Sorceress）
- 死霊術師ジョン・ディー（原題The Necromancer）
- 魔導師アブラハム（原題The Warlock）
- 伝説の双子ソフィー＆ジョシュ（原題The Enchantress）

Lost stories
- The Death of Joan of Arc (ジャンヌダルクの死)
- Billy the Kid and the Vampyres of Vegas (ビリーザキッドとベガスの吸血鬼たち)

1巻から5巻までの邦題は原題に人名を補った形になっているが、これは後にマイケルが「ウィキペディアの編集合戦を防ぐために」公表した対応とは一部異なっている。これによれば2巻の「魔術師」はジョン・ディー、3巻の「死霊術師」はジョシュ、5巻の「魔導師」はニコロ・マキャベリを指している。

## 注
1. ↑  Revealing Flamel’s immortal secrets on Wikipedia